# Helgi Jónsson
Helgi Hrafn Jónsson (* 1978 oder 1979 in Reykjavik), besser bekannt als Helgi Jonsson, ist ein Produzent, Sänger, Songwriter und Multiinstrumentalist aus Island.

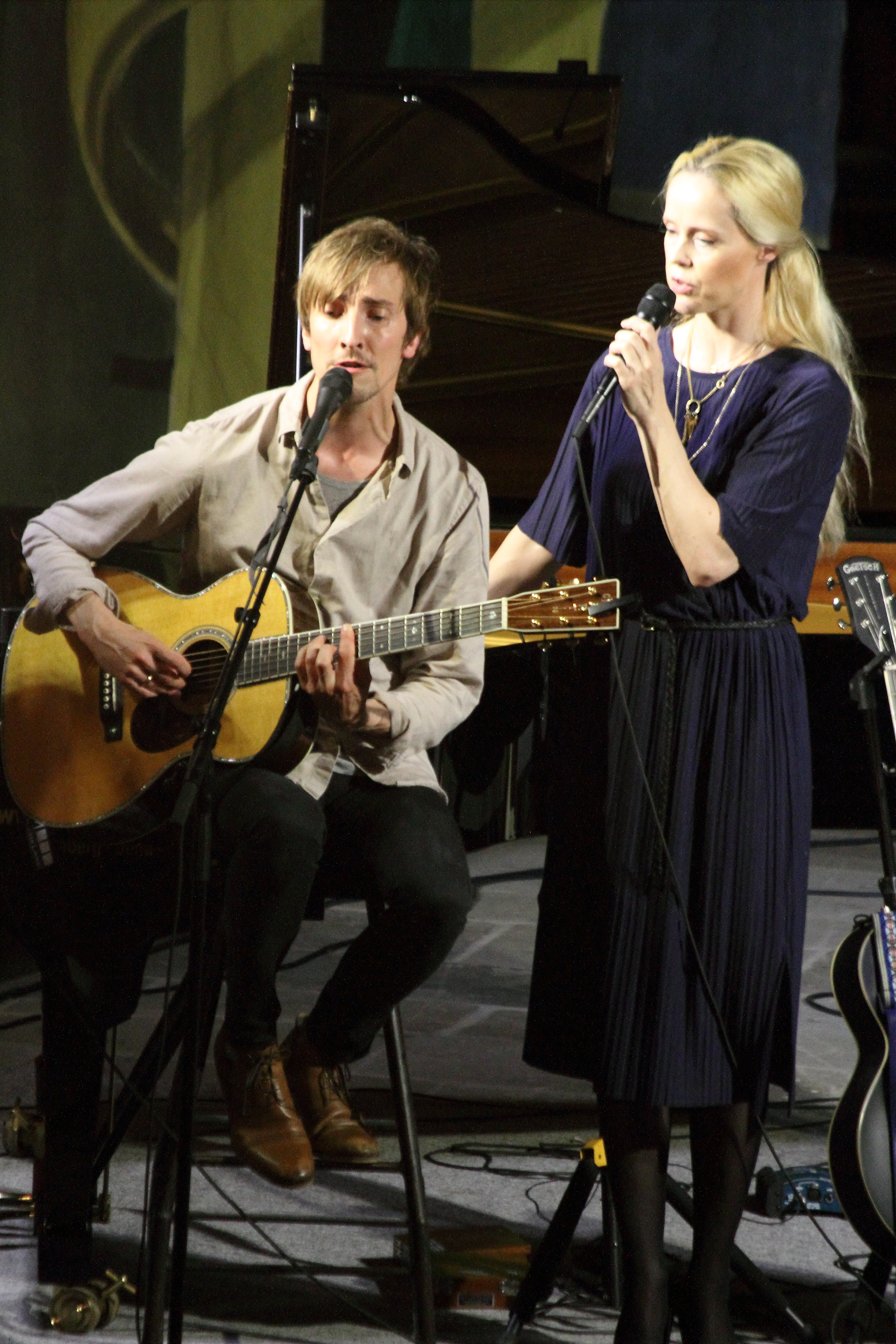
Helgi Jónsson (links) und Tina Dico auf dem Rudolstadt-Festival 2017

In Dänemark ist er vor allem für seine Zusammenarbeit mit der Sängerin Tina Dico bekannt, mit der er auch privat eine Beziehung führt. Aus der Zusammenarbeit resultieren einige Duette ("Walls", "Careful People", "Waltz"). Seit 2010 war Helgi Jónsson bei den meisten Konzerten in Tina Dicos Orchester, sowohl in Dänemark als auch im Ausland. Hier arbeitete er als Chorsänger, Keyboarder und Trompeter. Dico und Jónsson leben mit ihren drei Kindern in Reykjavík, Island.
Als Solokünstler hat Helgi Jónsson vier Alben veröffentlicht, Gloandi (2005), For The Rest Of My Childhood (2008), Big Spring (2011) und Intelligentle (2019).

## Verschiedenes
Helgi Jónsson spricht fließend Deutsch. Er studierte Posaune und lebte einige Jahre in Graz und Wien.